# Zahesi
Zahesi (georgiska: ზაჰესი) är en daba (stadsliknande ort) i Georgien. Den ligger i den norra delen av huvudstaden Tbilisis distrikt, i Gldani rajon. Zahesi ligger 487 meter över havet och antalet invånare år 2014 var 5 200.